# Chris Wright (homme politique)
Pour les articles homonymes, voir Chris Wright.
Chris Wright né le 15 janvier 1965, est un dirigeant d’entreprises d’exploitation de gaz de schiste et homme politique américain. Il est notamment directeur général de Liberty Energy, puis secrétaire à l'Énergie des États-Unis depuis le 4 février 2025 sous la seconde présidence de Donald Trump.

## Carrière
En 1992, il a fondé Pinnacle Technologies, une entreprise spécialisée dans la production commerciale de gaz de schiste. Wright a occupé le poste de PDG de Pinnacle Technologies jusqu'en 2006. Il a également été président de Stroud Energy, une autre entreprise impliquée dans la production de gaz de schiste, avant de vendre cette société en 2006. En 2011, il a fondé Liberty Energy. En février 2023, la société était évaluée à US$2,8 milliards, selon le The Wall Street Journal.
Il est membre fondateur du conseil d'administration de la Bettering Human Lives Foundation, une initiative qui affirme viser à répondre à l'un des défis climatiques urgents, la précarité énergétique.[réf. souhaitée]

### Déni climatique
En 2019, Wright a bu du fluide de fracturation pour tenter de prouver qu'il n'était pas dangereux. Il est par ailleurs climatodénialiste : il estime en 2023 qu'il n'y a pas de « crise climatique », il euphémise les conséquences du changement climatique et défend l'usage des énergies fossiles ; il soutient publiquement les thèses du Suédois Bjørn Lomborg,,. Il affirme également que le mouvement pour le climat mondial « s'effondre sous son propre poids ».

### Secrétaire à l'énergie
Le 15 novembre 2024, le Financial Times a rapporté que Wright était le candidat le plus probable pour le poste de secrétaire à l'Énergie des États-Unis dans la seconde présidence de Donald Trump ; les hommes d'affaires Ray Washburne et Paul Dabbar étaient également envisagés. Il a reçu plusieurs soutiens d'alliés de Trump, dont le président de l'American Energy Alliance, Thomas Pyle, et le président de Continental Resources, Harold Hamm. Le jour suivant, Trump a annoncé qu'il nommerait Wright au poste de secrétaire à l'Énergie. Le 3 février 2025, sa nomination est confirmée par le Sénat des États-Unis par un vote de 59 pour et 38 contre, et il prend ses fonctions le lendemain.
Il annonce vouloir modifier la mission de l’Agence de protection de l’environnement afin de déréguler les émissions de gaz à effet de serre aux États-Unis, ce qui selon lui constituera « une avancée décisive dans la réalisation de l’engagement pris par le président Trump de libérer la domination énergétique américaine. » Il fait commander auprès de cinq scientifiques climatosceptiques un rapport visant à nier ou à euphémiser les risques encourus par les États-Unis du fait du changement climatique. 